# فیلم سایت
فیلم سایت (انگلیسی: Filmsite) یک وب‌سایت نقد و بررسی فیلم است که در سال ۱۹۹۶ توسط تیم دیرکس، تدوینگر ارشد و منتقد فیلم، تأسیس شد و بیش از دو دهه توسط او مدیریت و ویرایش می‌شود.